# Auxon (Haute-Saône)
Auxon é uma comuna francesa na região administrativa de Borgonha-Franco-Condado, no departamento de Alto Sona. Estende-se por uma área de 12,51 km². Em 2010 a comuna tinha 427 habitantes (densidade: 34,1 hab./km²).